# 격변변광성

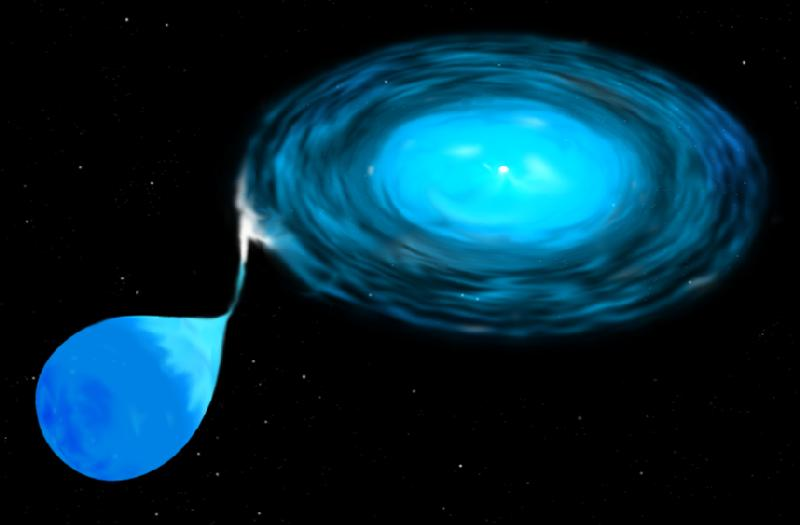
격변 변광성을 묘사한 천체 예술가의 상상도.

격변변광성(Cataclysmic variable stars, CV)은 밝기가 큰 폭으로 급작스럽게 밝아졌다가 순식간에 뚝 떨어지는 항성이다. 처음에는 밤하늘에 새로운 별이 생긴것처럼 급격히 밝아지는 모습에 "새로운"이라는 뜻으로 "신성"이라고 불렀다.
격변 변광성은 백색 왜성과 그 동반성의 두 항성이 계를 이루고 있다. 두 동반성은 너무 가까워서 백색 왜성의 중력이 다른 한 쪽을 일그러뜨려 동반성의 구성 물질을 흡수하기 시작한다. 빨려들어가는 물질은 보통 수소가 매우 풍부하여 대부분 백색 왜성의 주위에 착증 디스크를 형성하고, 이 원반에서 자외선과 엑스선이 방출되는 것이 관측된다. 착증 디스크는 불안정하여 왜소신성의 형태로 폭발을 일으키고 착증 디스크의 구성 물질 중 일부가 백색 왜성에 떨어진다. 이렇게 축적된 수소층의 밀도와 온도가 핵융합을 일으킬 정도에 도달하면, 순식간에 수소를 헬륨으로 태우면서 급격한 폭발을 일으키게 된다.
계속해서 동반성의 물질을 빼앗아 먹던 백색 왜성은 찬드라세카르 한계에 도달하여 탄소를 핵융합하기 시작하고, 그 결과 Ia형 초신성의 대폭발이 일어나 백색 왜성은 파괴되어 수명을 다하게 된다.